# Bergstånds
Bergstånds (Jacobaea abrotanifolia) är en art i familjen korgblommiga växter med utbredning i centrala och sydöstra Europas bergsområden.

## Synonymer
subsp. abrotanifolia
Senecio abrotanifolius L.
subsp carpathica (Herbich) B.Nord. & Greuter
Senecio abrotanifolius subsp. carpaticus (Herbich) Nyman
Senecio carpathicus Herbich subsp tiroliensis (Dalla Torre) B.Nord. & Greuter
Senecio abrotanifolius subsp. tiroliensis (Dalla Torre) Gams
Senecio tiroliensis Dalla Torre